# Еркоева Новинка
Еркоева Новинка — деревня в Кондопожском районе Республики Карелия. Входит в состав Новинского сельского поселения.

## География
Деревня находится на юго-восточном берегу озера Вашозеро.

## Население
| 2002 | 2009 | 2010 | 2013 |
| ---- | ---- | ---- | ---- |
| 8    | ↘5   | ↘2   | →2   |